# Boeing-Vertol 107

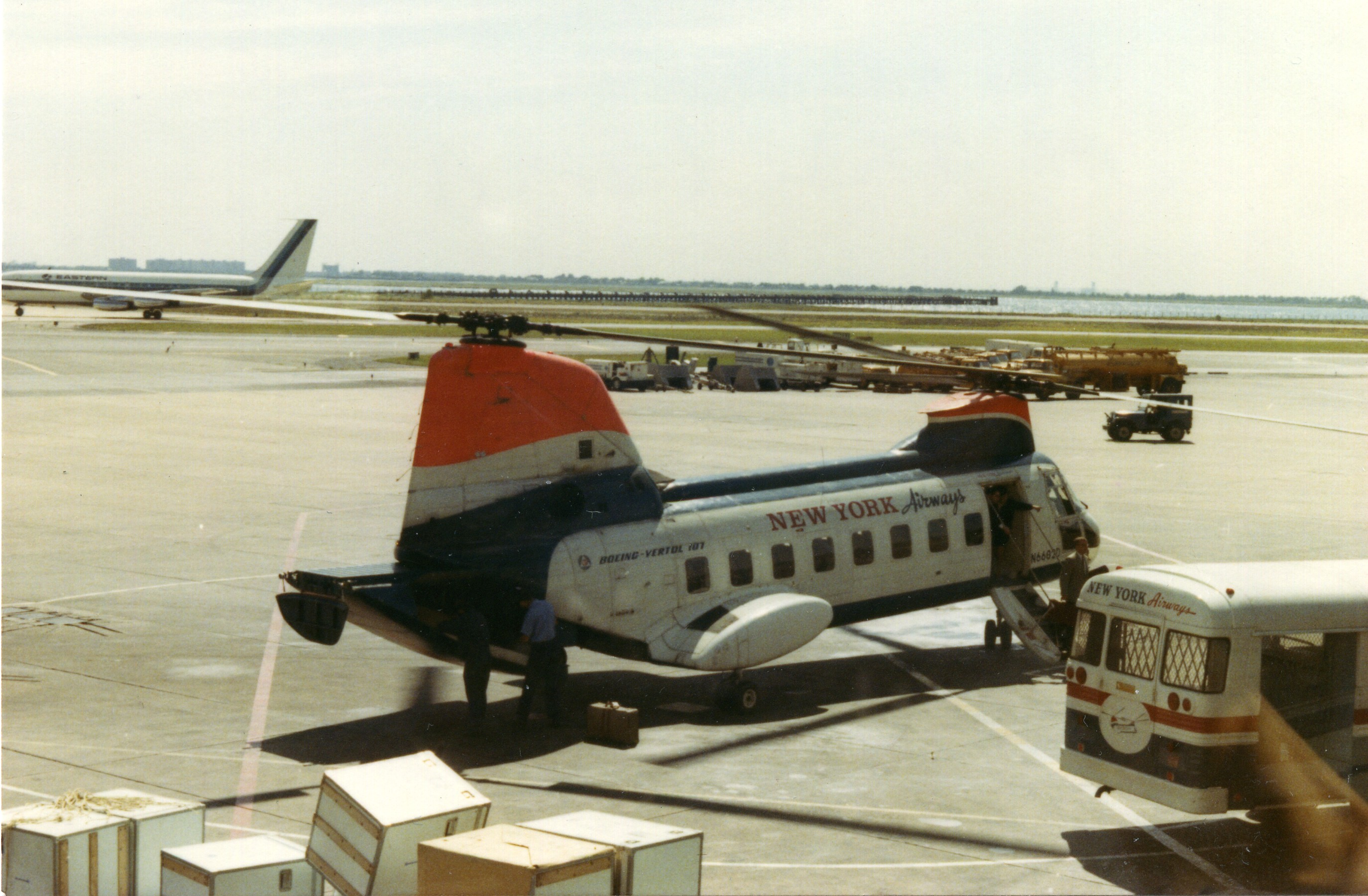
Boeing-Vertol 107-II de New York Airways en 1967.

Le Boeing-Vertol 107 est un hélicoptère moyen bi-rotor en tandem. Sa version militaire est désignée CH-46

## Historique
Le premier vol du prototype (N74060) a lieu le 22 avril 1958. Le 107-II, modèle commercial, est certifié par la Federal Aviation Administration le 26 janvier 1962. Plus tard, Kawasaki obtint une licence pour construire la série KV-107-II.
Plus de 500 exemplaires ont été construits, le dernier d'entre eux étant sorti d'usine en 1971, en partie pour équiper l'armée américaine mais également exportés vers cinq autres pays et utilisé sur le marché civil.

## Dans la culture populaire
- Dans le film Un shérif à New York le shérif adjoint Walt Coogan (Clint Eastwood) arrive et repart de New York dans un Boeing-Vertol 107 de la compagnie New York Airways.
- Dans le manga girls und panzer on peut voir a plusieurs reprises le personnage Yukari Akiyama porter une casquette avec l'inscription "V107a" et un dessin représentant l'hélicoptère